# Коптелов, Феоктист Александрович
Феоктист Александрович Коптелов (14 сентября 1923, Параткуль, Екатеринбургская губерния — 29 января 1999, Екатеринбург) — советский хоккеист с мячом, двукратный чемпион СССР как игрок и 7-кратный — как тренер, заслуженный тренер РСФСР по хоккею с мячом (1967). Также был футболистом. Участник Великой Отечественной войны, капитан.

## Биография
Феоктист Александрович Коптелов родился 14 сентября 1923 года в деревне Параткуль Вознесенской волости Шадринского уезда Екатеринбургской губернии, ныне село входит в Далматовский муниципальный округ Курганской области. Родился в Симеонов день по церковному календарю, однако мама отказалась называть ребёнка Семёном, дав ему имя батюшки, крестившего новорожденных.
Детство провел в родной деревне Параткуль Ольховского района Уральской области. С началом коллективизации семья вынуждена была уехать на заработки в Свердловск, где и осталась жить в районе стройки Уралмашзавода в Кирпичном поселке.
В Свердловске начал играть в футбол сначала за детскую, а затем за юношескую команду УЗТМ. Окончил семь классов школы, учился в машиностроительном техникуме при Уралмашзаводе.
С началом Великой Отечественной войны направлен на курсы десантников. Но по завершении остался трудиться инструктором при спортклубе УралВО. 22 мая 1944 года призван в Рабоче-крестьянскую Красную Армию Павинским РВК Вологодской области (ныне район входит в Костромскую область), лейтенант (в 1970 году — капитан).
В хоккей с мячом начал играть в свердловском «Спартаке». В 1946—1956 годах выступал за свердловский СКА (ОДО). Провел 48 матчей, забил 9 голов. Завоевал 5 медалей чемпионата СССР, в том числе — две золотые.
В сборной СССР по хоккею с мячом провёл три игры.
Одновременно с этим играл в футбол за ФК ОДО (Свердловск) (1946—1954), становился обладателем Кубка (1950) и чемпионом (1951) РСФСР среди коллективов физкультуры. Несколько сезонов провёл в классе «Б». В 1948 году также играл за свердловский «Авангард», принял участие в двух позднее аннулированных матчах в классе «А».
Уже с 1950 года был играющим тренером, в 1956—1968 — старший тренер СКА (Свердловск). Под его руководством СКА 7 раз был чемпионом СССР. В 1961 и 1963 году готовил сборную СССР к выступлению на чемпионате мира, где советская команда стала чемпионом.
В 1972—1973 годах работал главным тренером ХКМ «Уральский трубник» (Первоуральск).
Скончался 29 января 1999 года в Екатеринбург. Похоронен на Сибирском кладбище Октябрьского района Екатеринбурга.

## Достижения
- Чемпион СССР по хоккею с мячом — 1950, 1953.
- Второй призёр чемпионата СССР — 1951, 1955.
- Третий призёр чемпионата СССР — 1952.
- Включался в список 22 лучших игроков сезона — 1950, 1951, 1952, 1953, 1954, 1955.

## Награды и звания
- Медаль «За боевые заслуги», 26 октября 1945 года
- Медаль «За победу над Германией в Великой Отечественной войне 1941—1945 гг.»[5].
- Отличник физической культуры и спорта
- Заслуженный тренер РСФСР, 1967 год
- Мастер спорта СССР, 1950 год, хоккей с мячом

## Семья
Был женат на сестре свердловского хоккеиста Павла Губина, Александре Дмитриевне (27 ноября 1927 — 20 ноября 2020), вместе с которой прожил 48 лет.